# Patricia Moreno
Patricia Moreno född den 7 januari 1988 i Madrid, Spanien, är en spansk gymnast.
Hon tog OS-brons i fristående i samband med de olympiska gymnastiktävlingarna 2004 i Aten.